# Coupe d'Espagne de cyclo-cross 2016
Navigation
2017
La Coupe d'Espagne de cyclo-cross 2016 est la 1re édition de la Coupe d'Espagne de cyclo-cross. Elle est composée de 6 manches, du 29 octobre 2016 au 10 décembre 2016.

## Hommes élites

### Résultats
| # | Date        | Lieu                                              | Vainqueur                | Deuxième               | Troisième       | Leader du classement général |
| - | ----------- | ------------------------------------------------- | ------------------------ | ---------------------- | --------------- | ---------------------------- |
| 1 | 29 octobre  | Llodio (Ziklokross Laudio)                        | Ismael Esteban           | Kevin Suárez Fernández | Aitor Hernández | Ismael Esteban               |
| 2 | 30 octobre  | Muskiz (Trofeo Ayuntamiento Muskiz de ciclocross) | Vincent Baestaens        | Felipe Orts            | Aitor Hernández | Vincent Baestaens            |
| 3 | 6 novembre  | Karrantza (XXIV Ciclocross Karrantza)             | Javier Ruiz de Larrinaga | Ismael Esteban         | Felipe Orts     | Kevin Suárez Fernández       |
| 4 | 13 novembre | Les Franqueses (Gran Premi Les Franqueses)        | Ismael Esteban           | Felipe Orts            | Aitor Hernández | Ismael Esteban               |
| 5 | 27 novembre | Manlleu (Trofeu Joan Soler)                       | Aitor Hernández          | Ismael Esteban         | Felipe Orts     | Ismael Esteban               |
| 6 | 10 décembre | Elorrio (Elorrioko Udala Saria Ziklo Krosa)       | Ismael Esteban           | Felipe Orts            | Aitor Hernández | Ismael Esteban               |

### Classement
|    | Coureur                      | Points |
| -- | ---------------------------- | ------ |
| 1  | Ismael Esteban               | 115    |
| 2  | Felipe Orts                  | 92     |
| 3  | Aitor Hernández              | 89     |
| 4  | Javier Ruiz de Larrinaga     | 53     |
| 5  | Kevin Suárez Fernández       | 46     |
| 6  | Vincent Baestaens            | 39     |
| 7  | Isaac Simón Sánchez          | 33     |
| 8  | Alejandro Iglesias Fernandez | 33     |
| 9  | Óscar Pujol                  | 24     |
| 10 | Tomàs Misser Vilaseca        | 21     |

## Femmes élites

### Résultats
| # | Date        | Lieu                                              | Vainqueur         | Deuxième               | Troisième              | Leader du classement général |
| - | ----------- | ------------------------------------------------- | ----------------- | ---------------------- | ---------------------- | ---------------------------- |
| 1 | 29 octobre  | Llodio (Ziklokross Laudio)                        | Aida Nuño Palacio | Gaëlle Poirier         | Eider Merino           | Aida Nuño Palacio            |
| 2 | 30 octobre  | Muskiz (Trofeo Ayuntamiento Muskiz de ciclocross) | Aida Nuño Palacio | Gaëlle Poirier         | Isabel Martin Martin   | Aida Nuño Palacio            |
| 3 | 6 novembre  | Karrantza (XXIV Ciclocross Karrantza)             | Aida Nuño Palacio | Alicia González Blanco | Lucía González Blanco  | Aida Nuño Palacio            |
| 4 | 13 novembre | Les Franqueses (Gran Premi Les Franqueses)        | Aida Nuño Palacio | Lucía González Blanco  | Alicia González Blanco | Aida Nuño Palacio            |
| 5 | 27 novembre | Manlleu (Trofeu Joan Soler)                       | Aida Nuño Palacio | Lucía González Blanco  | Alicia González Blanco | Aida Nuño Palacio            |
| 6 | 10 décembre | Elorrio (Elorrioko Udala Saria Ziklo Krosa)       | Aida Nuño Palacio | Alba Teruel            | Alicia González Blanco | Aida Nuño Palacio            |

### Classement
|    | Coureuse               | Points |
| -- | ---------------------- | ------ |
| 1  | Aida Nuño Palacio      | 125    |
| 2  | Lucía González Blanco  | 70     |
| 3  | Alicia González Blanco | 68     |
| 4  | Sofia Rodriguez Revert | 42     |
| 5  | Paula Díaz López       | 41     |
| 6  | Gaëlle Poirier         | 40     |
| 7  | Irene Trabazo          | 35     |
| 8  | Amira Mellor           | 33     |
| 9  | Olatz Odriozola Mugica | 32     |
| 10 | Sandra Trevilla        | 31     |